# Váncaj
Váncaj (kínaiul: 灣仔區, népszerű átírással: Wan Chai) Hongkong egyik kerülete, mely Hongkong-sziget városrészhez tartozik.

## Látnivalói
Itt található többek között a Central Plaza felhőkarcoló, a Victoria-park a Victoria-öbölnél, a Causeway Bay, a Hongkongi kongresszusi és kiállítóközpont, a Rendőrmúzeum és a Szerelmesek Köve.